# Distretto di Mianwali
Il distretto di Mianwali (in urdu: ضلع میانوالی) è un distretto del Punjab, in Pakistan, che ha come capoluogo Mianwali. Nel 1998 possedeva una popolazione di 1.056.620 abitanti.